# Vidkun Quisling
Vidkun Abraham Lauritz Jonssøn Quisling  (Fyresdal, 18. srpnja 1887. – Oslo, 24. listopada 1945.), norveški političar i državnik. Za vrijeme Drugoga svjetskog rata pomagao je nacističkoj Njemačkoj u osvajanju Norveške 1940. godine.

## Životopis
Vidkun Quisling rođen je 1887. godine u mjestu Fyresdal. Još kao dječak se vrlo zanimao za religiju i metafiziku i taj interes s godinama nije splasnuo. Išao je čak toliko daleko da je osmislio vlastitu religiju koju je nazvao 'univerzalizam', a koja je predstavljala neku vrst kršćanstva. Ipak, na koncu se odlučio za vojničku karijeru koju je započeo veoma rano, s 18 godina. U vojnu zrakoplovnu školu upisao se 1905. godine i po završetku školovanja (1908.) bio je najbolji vojnik u svojoj klasi. Prvo promaknuće dobiva 1917. godine kada mu je dodijeljen čin satnik. Karijeru nastavlja sudjelovanjem u humanitarnim misijama u Sovjetskom Savezu i Armeniji (1922. – 1925.), a potom obnaša dužnost službenika u norveškom veleposlanstvu u Moskvi. 
Boraveći u Sovjetskom Savezu zaljubit će se i vjenčati čak dva puta. Prvi puta s Aleksandrom Andrejevnom Voronjinom, a potom s Marijom Vasiljevnom Pasečnikovom (1923.). Po povratku u Norvešku ulazi u politiku kao strastveni antikomunist. Kao član njihove Seljačke stranke bio je ministar obrane (1931. – 1933.). Kasnije je osnovao vlastitu političku stranku nazvanu Narodni savez (17. svibnja 1933.). Bila je to malena politička stranka s malim brojem sljedbenika, a kao politički srodnu stranku pomagali su je njemački nacisti. Quisling će im se za to odužiti pri invaziji na Norvešku jer će njegova stranka biti peta kolona pri napadu Njemačke na Norvešku.
Stranka je bila ustrojena po principu njemačkih nacista. Quisling kao vođa stranke nazvao se vođom, a sam je sebe znao opisivati i kao "norveškog Hitlera". Unatoč potpori Udruge norveških seljaka (s kojom je imao veze još dok je bio član Seljačke stranke) na izborima 1933. stranka dobiva oko 2 % glasova. Potom stranka skreće još više u desni radikalizam otvoreno prihvaćajući pronacističke i antisemitske stavove. No, na narednim izborma (1936.) dobiva još manje glasova nego na onim prethodnim. Nakon njemačke invazije na Norvešku stranka će 1945. s 2000 članova narasti na 45 000.
Početkom Drugog svjetskog rata Quisling je održao brojne sastanke s Hitlerom i njegovim suradnicima kako bi ih uvjerio u nužnost osvajanja Norveške. Kada mu je to pošlo za rukom u travnju 1940. godine Njemačka je izvršila invaziju na Norvešku. Kao ministar obrane uništio je komunikacijska sredstva između norveške vojske i tako olakšao Nijemcima dublji proboj bez ikakvog otpora Norvežana, a već u svibnju Norveška je kapitulirala.[nedostaje izvor] Dana 9. travnja 1940. godine kraljevska obitelj i članovi parlamenta bili su prisiljeni napustiti glavni grad Norveške i povući se u mjesto Elverum, 50 milja udaljeno od švedske granice. Quisling je tu vidio svoju priliku da se domogne vlasti te se već nekoliko sati nakon njemačke invazije proglasio premijerom, a Narodni savez jedinom legalnom političkom strankom.
Do 1942. godine Nijemci nisu službeno htjeli priznati Quislinga za norveškog premijera sve dok to ne učini norveški kralj Haakon II, ali kako je on to uporno odbijao učiniti iste godine Njemačka je priznala Quislingovu vladu. Zauzvrat Quisling se trudio u norveško društvo usaditi nacističke principe i praksu, te je također organizirao i progone Židova. Smatra ga se odogovornima za slanje preko 1000 Židova u sabirne logore. Pored toga sprovodio je terorističke metode spram onih koji su iskazivali lojalnost kralju i legalno izabranoj vladi, a koji su nakon invazije na Norvešku boravili u Londonu. Po završetku Drugog svjetskog rata Quisling je uhvaćen, a norveški sud osudio ga je na smrt strijeljanjem. Smrtna kazna je izvršena 24. listopada 1945. godine. Quislingovo ime postalo je sinonim izdaje i suradnje s neprijateljem širom svijeta, ne samo u Norveškoj. Derivat kvisling primijenjuje na građanina koji pomaže neprijatelju da osvoji njegovu zemlju i općenito izdajicu.